# El Meridj
El Meridj est une commune de la wilaya de Tébessa en Algérie, dans la région de Ouled Sidi Yahia à l'est des Aurès.
El Meridj abrite un poste-frontière entre l'Algérie et la Tunisie. 

## Histoire
El-Méridj, ce nom est dû au mot « morodj » qui veut dire « pâturage ». Créé comme Douar vers 1889, administré par la commune de Morsott, après fut géré par un Caïd jusqu'au déclenchement de la guerre 1954, nommé Commune le 27 juin 1957. Après l'indépendance, a été dissoute par décret et rattachée à la commune d'Ouenza. En 1971 la commune d'Ain-zerga fut créée et El-Méridj est administrée par celle-ci, en 1984 -1985 El-Méridj est désigné une seconde fois Commune à ce jour (03/02/2023).

## Patrimoine
La commune abrite Mausolée de Sidi Yahia, chef de la confédération des Ouled Sidi Yahia[réf. nécessaire].